# 特定優良賃貸住宅
特定優良賃貸住宅（とくていゆうりょうちんたいじゅうたく）は、日本の住宅政策当局が定めた基準を満たす日本の住宅の類型。とは、「特定優良賃貸住宅の供給の促進に関する法律」（平成5年法律第52号）に基づき、主に中程度の所得階層のファミリー向けに供給される賃貸住宅のことで、地方自治体または地方住宅供給公社が建設する場合と、国及び地方自治体の補助を受けて民間事業者が建設する場合がある。
略称「特優賃（とくゆうちん）」。高齢者向け優良賃貸住宅等の制度と併せて地域優良賃貸住宅と呼ぶ場合や、自治体によって、独自に「都民住宅」「都市型民間賃貸住宅」（東京都）、「区民住宅」（特別区）などと呼ぶ場合があり、制度内容にもいくつかのバリエーションがある。

## 概要
主に中堅所得者のファミリー向けとされ、国及び地方自治体が補助することにより、良質な住宅の供給を促進するための制度である。
主な特徴は以下のとおり。
- 中堅所得者向けのため、入居世帯の所得については、国内全世帯の下位25％（公営住宅に入居できる所得の上限）より高く、上位50％（または80％）より低い所得階層とされているが、地域や物件等により、より低い所得でも入居できるケースがある。
- ファミリー向けのため、家族[1]との同居を前提としているが、婚約中（入籍前）や単身世帯の入居を認めているケースがある。
- 補助としては、入居者に対しては家賃、建設した民間事業者には建設費への補助、建設資金の融資に対する利子補給、住宅金融支援機構の融資限度額の拡大等の制度がある。
- 入居者にとっては、家賃補助のメリットがあるが、家賃補助の仕組みが、時期や物件によって異なり、必ずしも家賃補助が受けられるとは限らないため、注意が必要である。（後述）
- 床面積、構造、広さ、戸数などの条件が定められており、同時期に建設された一般の物件よりはグレードが高い場合が多い。
- 民間事業者が建設した賃貸住宅の他に、地方自治体または地方住宅供給公社そのものが建設する特別公共賃貸住宅も含まれる。略称「特公賃（とっこうちん）」。

## 家賃補助
家賃補助は必須ではないため、家賃補助がない物件もある。また、制度自体が、建設時期や補助する地方自治体等によって異なるため、家賃補助がある物件でも、いくつか注意点がある。
- 管理期間（10年または20年が一般的）しか家賃補助は受けられない
- 所得が高くなると補助額が減り、高所得だと家賃補助は受けられない
- 毎年補助額が減る（家賃の実質負担額が高くなる）ケースがあり、このケースだと比較的低所得でも途中から家賃補助がなくなる場合がある

## 経緯
主に都市部の住環境改善のため、賃貸住宅ストックの質的向上を目的にした制度として、従来地域特別賃貸住宅（略称「地域特賃」）があったが、これは予算制度（法律上の制度ではなく、予算上で措置されている制度）であり、また行政や地方住宅供給公社など、公的セクターが供給主体とされており、供給量に限界があった。
そこで、主に民間事業者が供給する賃貸住宅への補助制度という形を取ることによって、民間事業者が土地所有者を探して事業化することが可能になり、供給量が増加した。
その後、賃貸住宅の市場動向の変化による空家率の上昇や、高齢者向け優良賃貸住宅の供給が思うように進んでいないなどの事情により、入居資格を緩和するとともに、高齢者向け優良賃貸住宅等を合わせて、地域優良賃貸住宅制度に改編された。（法的根拠自体は特優賃）